# 塞巴斯蒂安·埃古倫
塞巴斯蒂安·埃古倫（Sebastián Eguren，1981年1月8日—）是一名烏拉圭職業足球運動員，司職中場。
直到2003-2004賽季，埃古倫都在烏拉圭國內聯賽的球隊效力。2005年，他轉會到瑞典球會罗森博格。2008年1月30日，埃古倫被外借到比利亞雷阿爾。直到2008年5月，比利亞雷阿爾決定簽下埃古倫。